# Paramythia Thesprotias
Paramythia (Grieks: Παραμυθιά Θεσπρωτίας) is een stad en hoofdplaats van de gemeente Souli, onderdeel van de Periferie (regionale eenheid) van Thesprotia, van Epirus . De naam komt van Panagia Paramythia (= Parigoritissa), de "grote kerk" die in uitstekende staat overleeft in het stadscentrum.
De oppervlakte van de stad bedraagt 31.680 hectare, terwijl de bevolkingsomvang 2.862 inwoners bedraagt. Paramythia is gebouwd op de plaats van het oude Evria, dat in 551 na Christus werd verwoest door de Goten van Totila . De patroonheilige van de stad is Agios Donatos (Heilige Donatos of St. Donatos).
Paramythia was een kleine Byzantijnse stad, gebouwd in het jaar 1000 voor Christus. De stad heeft de vorm van een amfitheater en ligt  op een hoogte van 350 m, aan de voet van de Gorilla (schrijfwijzen: Gorilla's, Gorilla's of Kourilas; het komt van de Oud-Slavische Gor, wat berg betekent). De stad ligt tussen twee rivieren. Aan de ene kant de  Acheron, die ontspringt uit de bergen van Souli en uitmondt in de Ionische Zee in de buurt van het dorp Splantza.  Aan de andere kant de Kalamas, die ook de Θύαμις wordt genoemd. Het Koryla-gebergte (hoogte 1.658 m) ligt aan de oostkant van de stad.